# Chrysosoma gracilitarse
Chrysosoma gracilitarse är en tvåvingeart som först beskrevs av de Meijere 1913.  Chrysosoma gracilitarse ingår i släktet Chrysosoma och familjen styltflugor. Inga underarter finns listade i Catalogue of Life.